# Strasshof an der Nordbahn
Strasshof an der Nordbahn (fino al 1947 Straßhof (Marchfeld)) è un comune austriaco di 9 393 abitanti nel distretto di Gänserndorf, in Bassa Austria; ha lo status di comune mercato (Marktgemeinde).